# Arpino
Arpino is een gemeente in de Italiaanse provincie Frosinone (regio Latium) en telt 7736 inwoners (31-12-2004). De oppervlakte bedraagt 55,9 km², de bevolkingsdichtheid is 135 inwoners per km².

## Geografie
De gemeente ligt op ongeveer 450 m boven zeeniveau.
Arpino grenst aan de volgende gemeenten: Broccostella, Casalattico, Casalvieri, Castelliri, Fontana Liri, Fontechiari, Isola del Liri, Monte San Giovanni Campano, Santopadre, Sora.

## Geschiedenis
De precieze periode waarin Arpino gesticht is, is onbekend, ook al bewijzen archeologische vondsten de Volskische oorsprong van het stadje. Dit volk van duistere oorsprong wordt in verbinding gebracht met de legenden over de rostra op het Romeinse forum (een Romeinse buit na de zeeslag bij Antium) en met die over Coriolanus (zie Arpinum).
Volgens de plaatselijke overlevering, en een reeks nog steeds zichtbare inscripties, gaat de stichting van de stad terug op de god Saturnus. De eerste inwoners zouden de Pelasgen geweest zijn.
Arpino was het schouwtoneel en de inzet van schermutselingen tussen de Romeinen en de Samnieten, totdat de stad door de eerstgenoemden veroverd werd in 305 v.Chr. Twee jaar later ontving de stad Romeinse burgerrechten sine suffragio en werd ze een prefectuur. In 188 v.Chr. verkregen de Arpinaten voorgoed de volwaardige Romeinse burgerrechten. Het belang van de stad groeide dermate dat haar grondgebied zich uitbreidde, zodat het in het noordwesten tot het huidige Casamari en in het zuiden tot Arce reikte. Gaius Marius, die een vooraanstaand burger van Arpino was, schonk zijn moederstad enkele gebieden die hij veroverd had in Gallia Narbonensis na de Slag bij Vercellae in 101 v.Chr. Ingevolge de Lex Iulia van 90 v.Chr. werd de stad samen met alle andere autonome steden van Italië bevorderd tot municipium. Onder het bewind van Sulla begon Arpino's langzame neergang die zich voortzette tijdens de keizertijd.
Tijdens de vroege middeleeuwen werd Arpino dankzij zijn versterkte stadswallen een toevluchtsoord en een verdedigingspunt tegen de barbaarse invallen. In deze periode was de stad een punt van twist tussen het hertogdom Rome, het hertogdom Benevento, de invallen van de Franken (860) en de plundertochten van de Saracenen. Na het jaar 1000 kwam ze eerst toe aan de Normandiërs, vervolgens aan de Zwaben en ten slotte aan de paus. In tussentijd was Arpino twee keer verwoest: voor de eerste keer in 1229 door keizer Frederik II en voor de tweede keer in 1252 in opdracht van keizer Koenraad IV. Bij deze tweede gelegenheid was de schade beduidend zwaar: de stad werd met de grond gelijk gemaakt en vele van de antieke Romeinse overblijfselen gingen onomkeerbaar verloren. De inwoners zochten hun toevlucht in de nabije versterkte plaats Montenero.

## Demografie
Arpino telt ongeveer 2898 huishoudens. Het aantal inwoners daalde in de periode 1991-2001 met 4,9% volgens cijfers uit de tienjaarlijkse volkstellingen van ISTAT.
| Jaar | Inwoneraantal |
| ---- | ------------- |
| 1991 | 8006          |
| 2001 | 7614          |

## Afbeeldingen

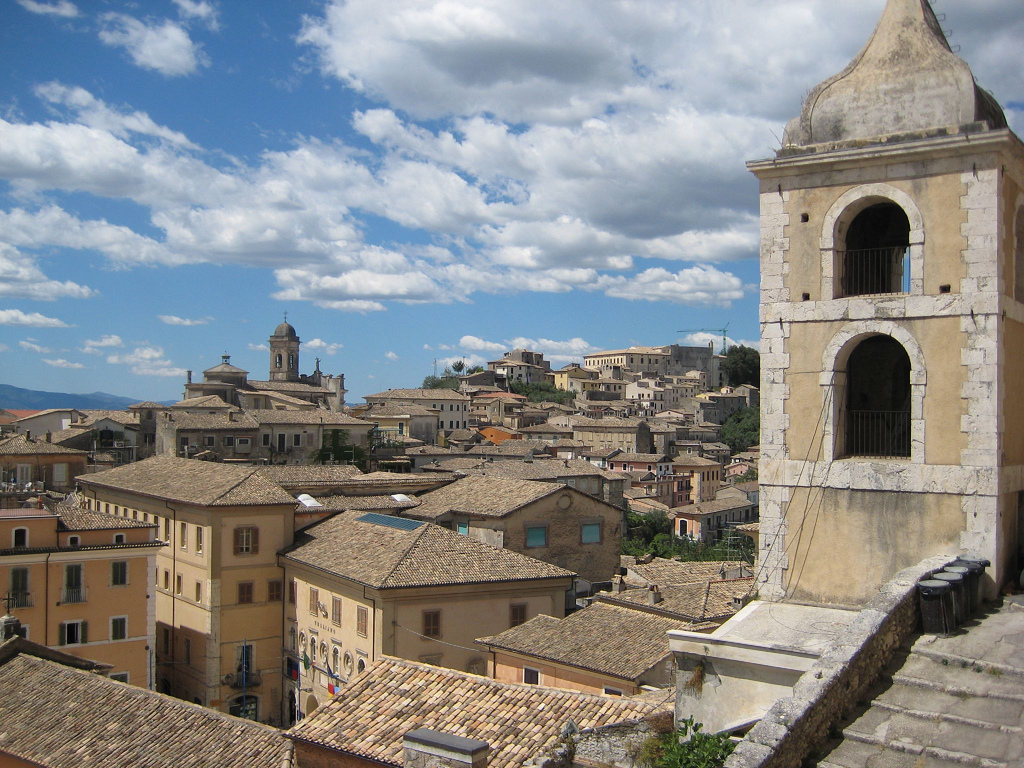
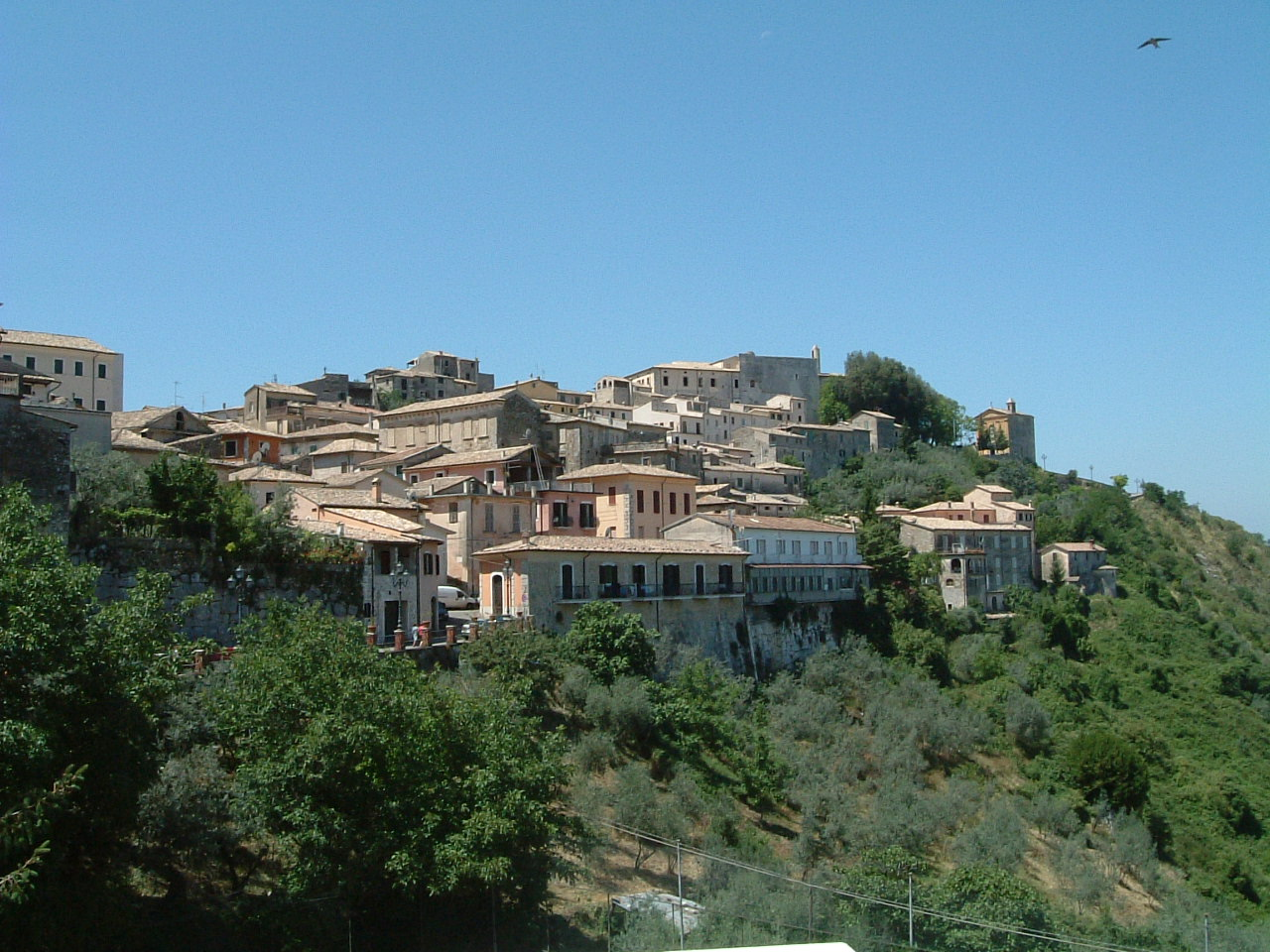
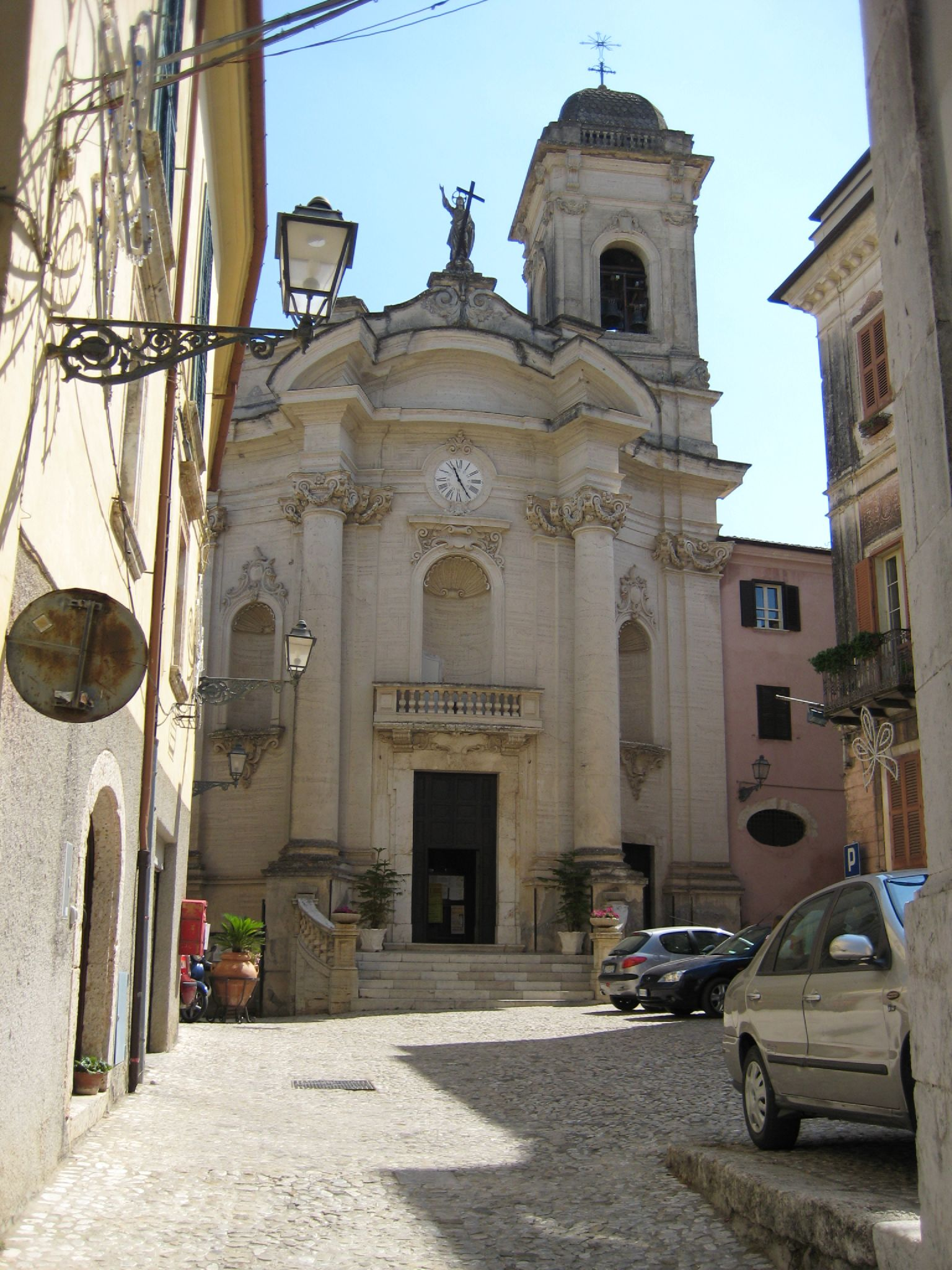
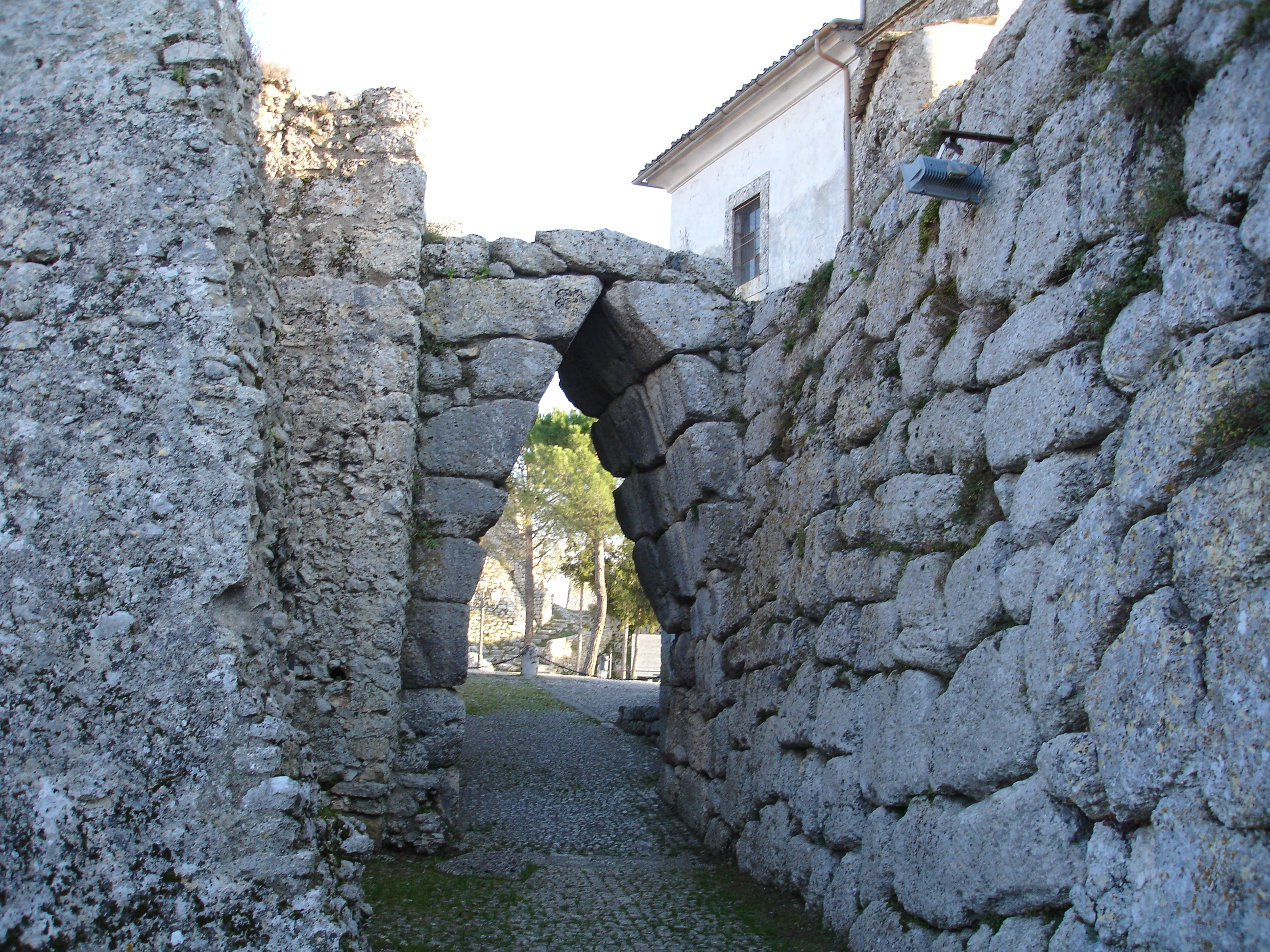
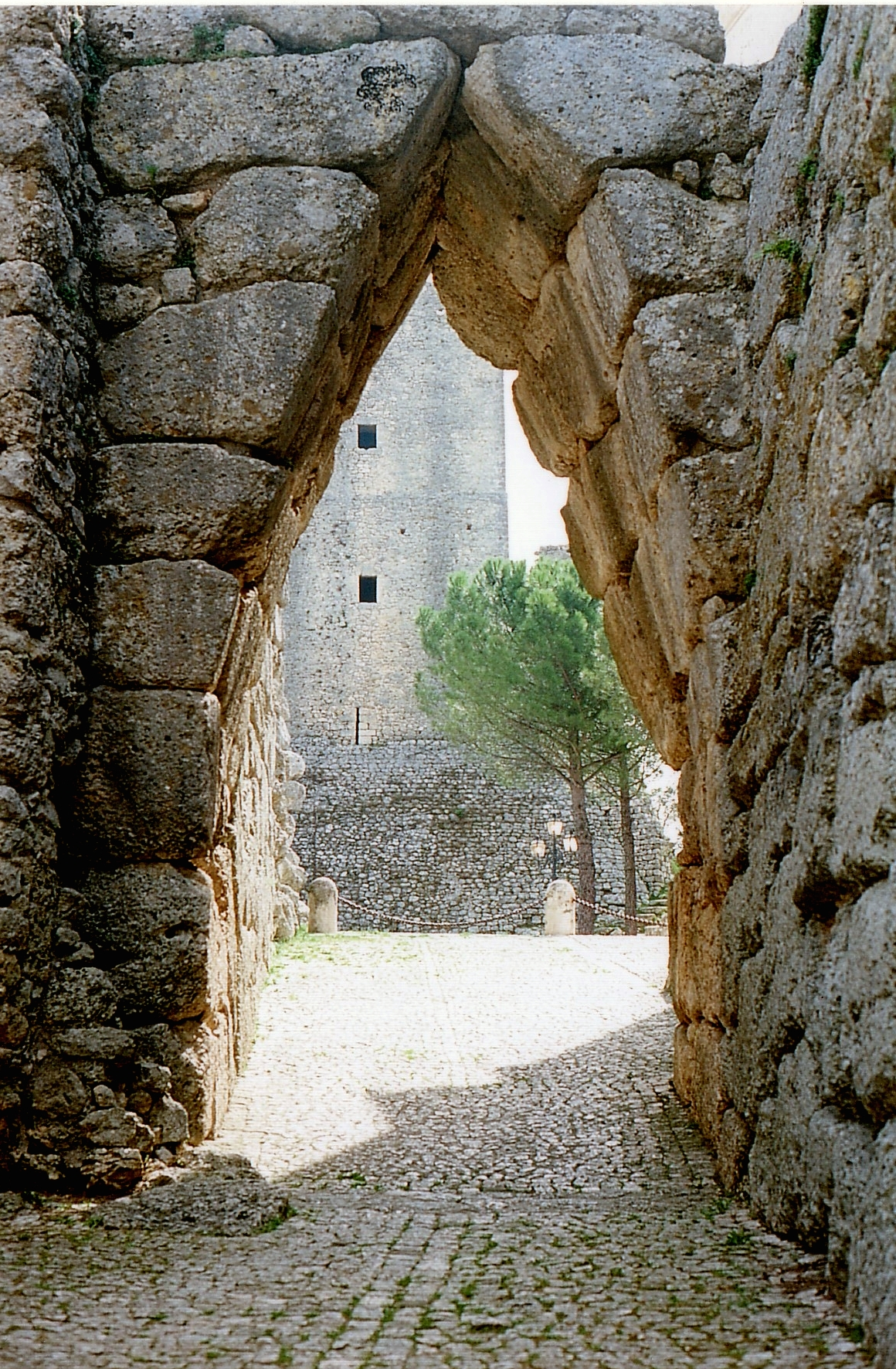
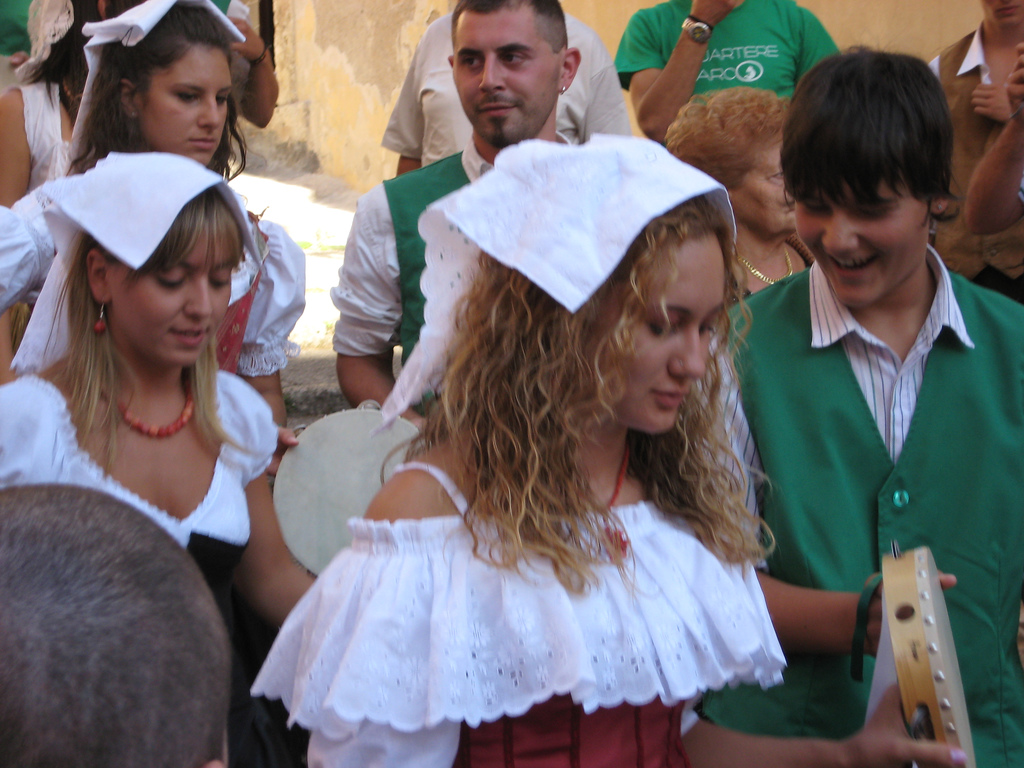
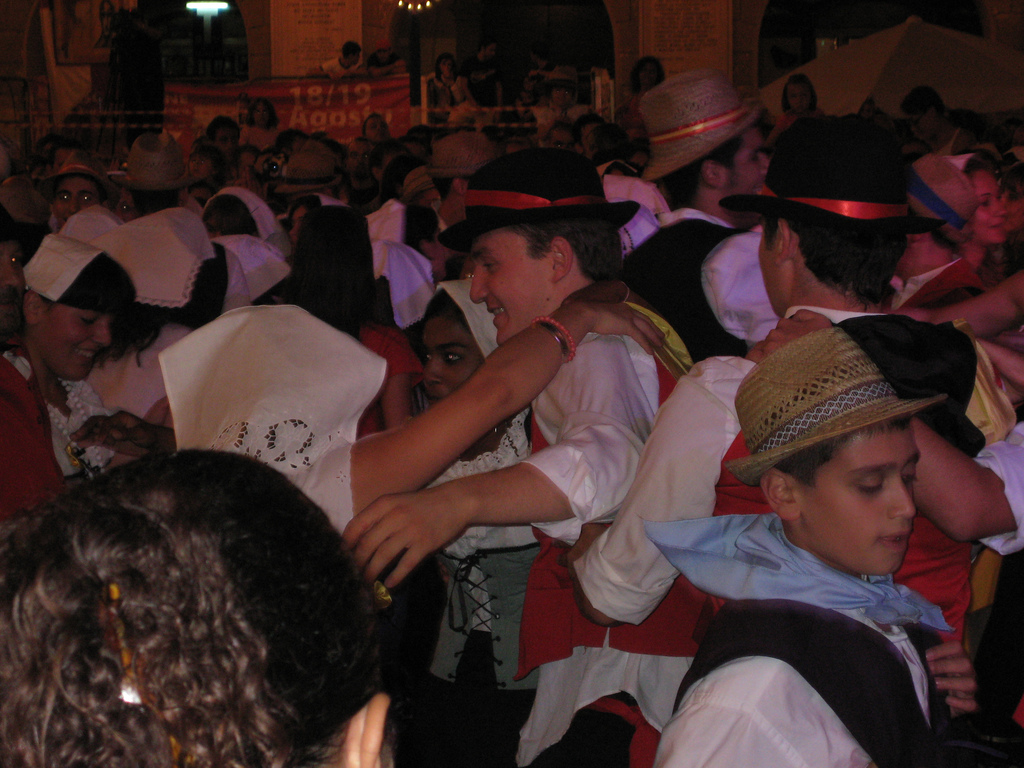